# Rhynchonectria longispora
Rhynchonectria longispora är en svampart som först beskrevs av W. Phillips & Plowr., och fick sitt nu gällande namn av Franz Xaver von Höhnel 1902. Rhynchonectria longispora ingår i släktet Rhynchonectria och familjen Pyxidiophoraceae.   Inga underarter finns listade i Catalogue of Life.